# South Indian International Movie Awards
Les South Indian International Movie Awards, également connus sous le nom de SIIMA Awards ( /s aɪ m ə / ), récompensent les réalisations artistiques et techniques de l'industrie cinématographique sud-indienne. Il a été lancé en 2012 par Vishnu Vardhan Induri et Brinda Prasad Adusimilli pour apprécier et honorer les cinéastes de toutes les industries cinématographiques du sud de l'Inde : cinéma télougou, cinéma tamoul, cinéma kannada et cinéma malayalam, et fournir une plate-forme pour promouvoir les films du sud de l'Inde sur les marchés internationaux.

## Histoire
La cérémonie est instituée en 2012 par Vishnu Vardhan Induri, le fondateur de la Celebrity Cricket League,. Adusumilli Brinda Prasad est la présidente du SIIMA. Les prix sont remis en deux parties distinctes sur deux jours différents. Le premier jour, les artistes du cinéma sud-indien les plus prometteurs sont honorés lors des Generation Next Awards, tandis que le deuxième jour est réservé aux principaux SIIMA Awards. Les nommés au prix sont sélectionnés par un jury composé d'artistes et de professionnels confirmés et élus par un vote public. La première cérémonie du SIIMA a eu lieu les 21 et 22 juin 2012 au Dubai World Trade Centre.
Il s’agit de l’une des cérémonies de remise de prix du divertissement les plus importantes en Inde. Contrairement à d'autres prix du cinéma sud-indien, la cérémonie du SIIMA se déroule à l'étranger. Cependant, en 2021, le SIIMA a été mené à Hyderabad, en Inde, en raison des restrictions de voyage dues à la pandémie de COVID-19,.
En 2017, Vibri Media Group a annoncé qu'il allait ajouter la catégorie SIIMA Short Film Awards pour récompenser les réalisateurs et les acteurs de courts métrages. En septembre 2017, un emoji Twitter a été publié sur la plateforme.
En janvier 2024, alors que les South Indian International Movie Awards (SIIMA) fêtent leurs 12 ans et que la Celebrity Cricket League (CCL) se prépare pour sa 10e saison, Alankar Pandian et Invenio Origin s'associent au fondateur de SIIMA et CCL Vishnu Vardhan Induri, en tant que partenaire stratégique avec une participation significative dans SIIMA & CCL, pour développer ces formats et lancer une nouvelle IP Pan India Media appelée Indian National Cine Academy (INCA) (les premiers OTT Streaming Academy Awards, impliquant toutes les langues, ont eu lieu à Mumbai le 21 juillet). Invenio Origin utiliserait toutes ses connexions et références cinématographiques pour faire évoluer le SIIMA non seulement vers des récompenses en Inde du Sud, mais aussi vers une vue d'ensemble pan-indienne.

## Cérémonies
| Cérémonie | Date                     | Présentateurs | Endroit                                          | Ville        | Pays      | Ref.   |
| --------- | ------------------------ | --- | ------------------------------------------------ | ------------ | --------- | ------ |
| First     | 21–22 juin 2012          | R Madhavan, Lakshmi Manchu, Parvathy Omanakuttan | Dubai World Trade Centre                         | Dubai        | UAE       | ,      |
| Second    | 12–13 septembre 2013     | Shriya Saran, Rana Daggubati, Sonu Sood, Parvathy Omanakuttan, Ash Chandler                                                                                                | Expo Centre Sharjah                              | Sharjah      | UAE       | ,      |
| Third     | 12–13 septembre 2014     | Navdeep, Shraddha Das (télougou) Shiva, Pooja Ramachandran (tamoul) | Stadium Negara                                   | Kuala Lumpur | Malaysia  | ,      |
| Fourth    | 6–7 août 2015            | Rana Daggubati, Ali, Sreemukhi (télougou) Shiva, Suchitra (tamoul) | Dubai World Trade Centre                         | Dubai        | UAE       | ,      |
| Fifth     | 30 juin–1er juillet 2016 | Allu Sirish, Lakshmi Manchu (télougou) Shiva, Sathish, Dhanya Balakrishna (tamoul) Ranjini Haridas (malayalam)                                                             | Suntec Convention Centre                         | Singapour    | Singapore | ,      |
| Sixth     | 30 juin–1er juillet 2017 | Allu Sirish, Lakshmi Manchu (télougou) Sathish, Dhanya Balakrishna (tamoul)                                                                                                | Abu Dhabi National Exhibition Centre             | Abu Dhabi    | UAE       | ,      |
| Seventh   | 14–15 septembre 2018     | Rahul Ramakrishna, Priyadarshi Pullikonda, Sreemukhi (télougou) Vijay Raghavendra, Samyuktha Hedge (kannada)                                                               | Bollywood Parks Dubai                            | Dubai        | UAE       | ,      |
| Eighth    | 15–16 août 2019          | Rahul Ramakrishna, Priyadarshi Pullikonda, Suma Kanakala (télougou) Janani Iyer, Mirchi Shiva (tamoul) Vijay Raghavendra, Anupama Gowda (kannada) Pearle Maany (malayalam) | Lusail Sports Arena                              | Doha         | Qatar     | ,      |
| Ninth     | 18–19 septembre 2021     | Sreemukhi, Sundeep Kishan (télougou) | Hyderabad International Convention Center (HICC) | Hyderabad    | India     | ,      |
| Tenth     | 10–11 septembre 2022     | Sreemukhi, Ali, Siddhu (télougou) Akul Balaji, Sonu Gowda (kannada) | Palace Ground                                    | Bangalore    | India     | [ 48 ] |
| Eleventh  | 15–16 septembre 2023     | Priyadarshi, Kavya Kalyanram (télougou), Sathish, Pavithra Lakshmi (tamoul) Akul Balaji, Anupama Gowda (kannada)                                                           | Dubai World Trade Centre                         | Dubai        | UAE       | [ 49 ] |
| Twelfth   | 14–15 septembre 2024     | | Dubai World Trade Centre                         | Dubai        | UAE       | [ 50 ] |